# Citronolja
Citronolja (Aetheroleum citri) är en eterisk olja, en flyktig olja som framställs utan destillation ur skalen av färska citroner (Citrus medica L. subspec. Limonum Hook. fil.).
Oljan utvinns i regel för hand, i det att citronen skärs sönder i två eller fyra klyftor, varefter fruktköttet avlägsnas och skalet pressas kraftigt mot en svamp, som suger i sig oljan. Svampen vrids sedan ur, varefter oljan renas. Italien har traditionellt en omfattande produktion av citronolja.
Citronoljan är en ljusgul vätska med angenäm citronlukt och mild, något bitter smak; densiteten är 0,855-0,861 g/ml. Oljan består huvudsakligen av en blandning av terpener som brukar kallas citren; största delen utgörs av limonen (den enantiomer som betecknas högerlimonen). Den fina lukten kommer väsentligen från aldehyden citral (C10H16O). Oljans verkan liknar delvis terpentinoljans. Den användes till att förbättra lukt och smak på läkemedel samt till parfymer, läskedrycker m.m. Citronolja är mycket giftigt för katter.